# Godmanchester (Québec)
Pour l’article homonyme, voir Godmanchester (Angleterre).
Godmanchester est une municipalité de canton du Haut-Saint-Laurent, en Montérégie, au Québec (Canada),.
Essentiellement rurale, la municipalité est située en périphérie de la ville d'Huntindgon.

## Histoire
Les premiers habitants sont des soldats du corps canadiens après leur participation lors de la Révolution américaine à la fin du XVIIIe siècle qui reçoivent des terres pour leur service dans l'armée. C'est en 1845 qu'est fondée la municipalité de canton de Godmanchester, soit 34 ans après l'établissement du canton homonyme. Ce nom est donné par l'arpenteur William Chewett pour rappeler un village du comté de Huntingdon en Angleterre. Le nom du village anglais serait une dérivation de Gormon Castria. Le terme Castria, qui signifie camp  en latin, est utilisé durant l'époque romaine et se modifie graduellement sous la forme de Chester. La municipalité est abolie en 1847 et rétablie en 1855. Durant ces sept années, le territoire fut rattaché à la municipalité du comté de Beauharnois. Lors du rétablissement de la municipalité, le territoire se retrouve amputé d'une petite portion de territoire comprenant Huntingdon des suites de la fondation de ce village en 1848. La municipalité se retrouve aussi amputée d'une autre partie du territoire avec l'établissement de Saint-Anicet. 
Les habitants de Godmanchester sont les Godmancastriens. Ce choix, fait en 1986, renoue avec les origines latines du toponyme, possiblement dans le but de lui donner une consonance française.

## Géographie
Godmanchester se trouve dans la région du Suroît. La superficie totale est de 138,53 km2 dont 138,46 km2 terrestres et 0,07 km2 en eau.
La rivière Trout délimite le sud-est de la municipalité en coulant vers le nord-est.
La rivière Châteauguay en délimite le nord-est en coulant dans la même direction.

## Démographie
En 2021, la population de Godmanchester s'élevait à 1 403 habitants. La population a connu une tendance à la baisse depuis 1991, à l'exception de la période entre 2016 et 2021, où elle est passée de 1 394 à 1 403 habitants, marquant une légère augmentation. Malgré ces variations, la population a diminué de 154 personnes ( 9.9 %)  entre 1991 et 2021. La densité brute de la population est de 10,1 habitants/km2 pour l'ensemble de la municipalité.
| 1991  | 1996  | 2001  | 2006  | 2011  | 2016  | 2021  |
| ----- | ----- | ----- | ----- | ----- | ----- | ----- |
| 1 557 | 1 550 | 1 528 | 1 457 | 1 417 | 1 394 | 1 403 |

Langue maternelle (2021)
| Langue              | Population | Pct (%) |
| ------------------- | ---------- | ------- |
| Français seulement  | 760        | 54,1 %  |
| Anglais seulement   | 540        | 38,4 %  |
| Français et anglais | 50         | 3,6 %   |
| Autres langues      | 50         | 3,6 %   |

## Administration
Le conseil municipal, incluant le maire et six conseillers, est élu aux quatre ans en bloc et sans district électoral. Le maire Pierre Poirier est réélu en 2013 sans opposition. Godmanchester fait partie de la circonscription électorale d'Huntingdon à l'Assemblée nationale du Québec et est rattaché à la circonscription de Beauharnois-Salaberry à la Chambre des communes du Canada.
|             | 2009 - 2013                                                                            | 2013-2017                                                                                 |
| Maire       | Pierre Poirier                                                                         | Pierre Poirier                                                                            |
| Conseillers | Gérald Duhème Michel Leblanc Gerry Leroux Matthew Reid Daniel Soucy Adrien Van Sundert | Peter Bulow Jean-Maurice Daoust David Helm Michel Leblanc Hugh Mc Colm Adrien Van Sundert |

| Godmanchester Maires depuis 2003                                                                                     |                |         |          |
| Élection | Maire          | Qualité | Résultat |
| 2003 | Pierre Poirier |         | Voir     |
| 2005 | Pierre Poirier | Voir    |          |
| 2009 | Pierre Poirier | Voir    |          |
| 2013 | Pierre Poirier | Voir    |          |
| 2017 | Pierre Poirier | Voir    |          |
| 2021 | Pierre Poirier | Voir    |          |
| Élection partielle en italique Depuis 2005, les élections sont simultanées dans toutes les municipalités québécoises |                |         |          |

## Urbanisme
Les routes 138 et 202 ainsi que le chemin Ridge sillonnent le territoire de Godmanchester. La MRC du Haut-Saint-Laurent offre un service de transport collectif dans la municipalité, la reliant à Huntingdon, Sainte-Barbe, Ormstown, Salaberry-de-Valleyfield, Très-Saint-Sacrement, Howick, Sainte-Martine et Mercier.